# Зюк (Нідерланди)
Зюк (нід. Zuuk) — селище в нідерландській провінції Гелдерланд. Входить до муніципалітету Епе.
Перша згадка про населений пункт датується 1390-им роком. Наразі у ньому нараховується близько 150 будинків.

## Визначні уродженці
- Тен Мюлдер (нар. 1981) — нідерландський велогонщик, олімпійський медаліст.[2].